# 윤민호 (1999년)
윤민호(尹珉皓, 1999년 10월 17일 ~ )는 대한민국의 축구 선수이다. 포지션은 공격형 미드필더, 오른쪽 윙어이다. 현재 전남 드래곤즈 소속이다.